# Charly Alberti
Carlos Alberto Ficicchia (Buenos Aires, 27 de marzo de 1963), más conocido como Charly Alberti, es un músico de rock argentino. Fue baterista de Soda Stereo y es líder y baterista de la banda Mole. Actualmente, es activista de la protección del medio ambiente, embajador ONU y fundador del grupo ambientalista R21 para una Latinoamérica Sustentable.

## Biografía

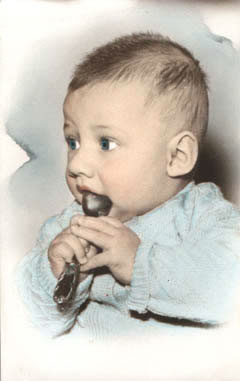
Charly Alberti cuando era niño.

Nació el 27 de marzo de 1963 en la ciudad de Buenos Aires, hijo de Dolly Gigliotti y Tito Alberti.
Desde muy pequeño sintió gran fascinación por la naturaleza y los animales, especialmente los peces. Se dedicó cuidadosamente al criado de diversas especies y esta pasión le permitió disfrutar de su personalidad pensante y solitaria.
Aprovechaba las horas de siesta para armar modelos a escala de aviones de combate, un hobbie que encajaba cabalmente con su espíritu perfeccionista.
Esa primera pasión se traduciría en su deseo de ser piloto, sueño que no pudo realizar debido a su daltonismo. También padece de dislexia y síndrome de Asperger. A diferencia de sus amigos, nunca se sintió atraído por el fútbol, prefería practicar waterpolo y hockey sobre patines en el club River Plate, el cual quedaba a pocas cuadras de su casa. La música estuvo presente desde su nacimiento gracias a su padre, el reconocido músico de jazz, Tito Alberti.
A los seis años comenzó a estudiar batería de manera particular con profesores de la talla de Alberto Alcalá y el "Oso" Piccardi. Sin embargo, es conocido que en un principio se inició en el estudio de la batería más por deseo de su padre, Tito Alberti, que por voluntad propia, ya para su adolescencia había cambiado de percepción con respecto a la batería, convirtiéndose en su gran pasión.

## Carrera musical

### Soda Stereo (1982-1997)
En 1981 conoce a quienes se convertirían en sus compañeros de grupo por 15 años: Gustavo Cerati y Zeta Bosio. Este contacto se dio a través de la hermana de Gustavo, Laura, a quien Charly conoció en las piletas del Club River Plate. En 1984, sale al mercado el primer disco de Soda Stereo, con el que consiguen una recepción positiva en Argentina, impulsado principalmente por el sencillo Te hacen falta vitaminas. La fama de Soda se extendió por gran parte del continente a partir de 1985 cuando se edita el segundo álbum de la banda titulado Nada personal y de donde se extrae el tema Cuando pase el temblor, el cual fue número 1 en países como Argentina, Perú, Chile, México, Colombia y Venezuela.
En 1987, presentados por Susana Netto, conoce a Remo Belli, presidente de la firma de parches más importante del mundo, durante una visita del mismo a Buenos Aires. Al día siguiente de aquel encuentro, Charly le acerca al hotel una carpeta que contenía información acerca de su trayectoria, datos del armado de su batería, notas de prensa y otros. 
Pocas semanas después de su regreso a Estados Unidos, Remo se comunica directamente con Charly para informarle que sobre la base de los datos que se había llevado de Buenos Aires, más algunas referencias que le habían dado en el resto de Latinoamérica, estaba dispuesto a patrocinarlo incondicionalmente, colocándolo de esta forma dentro de sus cinco bateristas más importantes.
Ese mismo año, Soda realiza una gira por Latinoamérica que los lleva a Uruguay, Chile, Paraguay, Perú, Bolivia, Ecuador, Colombia, México y Venezuela además de Argentina. Fueron 57 conciertos en 41 ciudades, contando con asistencia de más de 300.000 personas. En 1988, el éxito del grupo en tierra mexicana supera todas las expectativas, preparando el terreno para ingresar al mercado estadounidense. Esto los llevó a hacer conciertos en ciudades como Los Ángeles, Miami, Chicago, entre otras. 
La grabación del cuarto álbum de estudio, Doble Vida, se realiza en la ciudad de Nueva York a cargo del productor y guitarrista Carlos Alomar. Al año siguiente, la revista Norteamericana especializada Modern Drummer realiza una entrevista a Charly Alberti, reconociéndolo como uno de los bateristas más destacados del momento.
El videoclip del tema En la ciudad de la furia es elegido finalista por la cadena norteamericana MTV, cuando aún no existía la cadena MTV latino. La tercera gran gira latinoamericana concluye con conciertos en el famoso The Palace de Los Ángeles. Los años subsiguientes serían testigos del lanzamiento del grupo hacia el Viejo Continente.
En 1990, la cadena MTV News Europe produce un especial de Soda Stereo. Ya en 1992, en ocasión de la mega-exposición internacional de Sevilla por el quinto centenario, no quedaban dudas de que el representante de la música argentina era Soda Stereo. Había sido necesario mucho más que buena música para que se diera este fenómeno.
En la química creativa del trío, Charly aportó contenidos que iban más allá de sus dotes de baterista. Por sugerencia de Charly, Soda empezó a experimentar con el uso de máquinas y samplers para hacer música, así como también se incorporaron músicos como Tweety González (teclados) y Andrea Álvarez (percusionista, corista), quienes se convirtieron en íconos dentro de la historia del grupo. Charly fue elegido mejor baterista argentino por la AAM (Asociación Argentina de Música) en 1995.
En los 90 continuaron con discos relevantes como Canción Animal (1990), Dynamo (1992) y Sueño Stereo (1995) y con el sostenido reconocimiento que el grupo recibió en toda su trayectoria. Pero Soda Stereo ya no significaba lo mismo para sus creadores.

### Plum (1994-1997)
En un impasse que duró casi 2 años, Charly decide experimentar en el trabajo alejado de sus compañeros de grupo, realizando junto a Deborah de Corral (su pareja en ese momento) y su hermano Andrés Alberti, su primer disco como compositor y productor. El proyecto se llamó PLUM y fue editado solamente en Argentina, agotando su edición limitada.
Este trabajo fue una prueba importante para él, ya que fue el primer trabajo realizado fuera del entorno de Soda. Luego de PLUM, Soda se reencuentra con el álbum Sueño Stereo, continuando hasta su despedida pública en 1997 con una mini gira latinoamericana y el cierre definitivo en el estadio de River Plate en la ciudad de Buenos Aires el 20 de septiembre de 1997.
El camino seguido por Charly de aquí en más tiene que ver con la búsqueda personal que va más allá de los logros cosechados como músico. Etapa difícil pero determinante, la cual implicaba la asimilación consciente del pasado como premisa del diseño del futuro. Emprendedor y autodidacta, aprovechó su experiencia como músico implementador de nuevas tecnologías y el peso de su figura pública en toda América, para crear una empresa con un perfil totalmente nuevo.

### Cybrel Digital Entertainment (1997-2005)
En agosto de 1997, decide darle un giro a su empresa y armar una plataforma para darle rienda suelta a su creatividad.
Para esto, la empresa deja de trabajar exclusivamente con Apple y pasa a llamarse Cybrel Digital Entertainment. Su objetivo: implementar y generar contenidos y aplicaciones basados en tecnologías de avanzada principalmente para el mercado de habla hispana.
Charly Alberti concibió e implementó proyectos relacionados con Soda Stereo que marcaron una nueva etapa en cuanto a la aplicación de tecnología digital en el ámbito de la música y el espectáculo en Latinoamérica. Se trata del primer CD, realizado junto a la cadena MTV (Comfort y Música para Volar) y el WebCast del último recital de Soda Stereo en el estadio River Plate de Buenos Aires, cuya repercusión y excelencia técnica lo colocan como el de mayor conectividad en su género a nivel mundial hasta la actualidad.
A fines de 1997 es nombrado "AppleMaster", convirtiéndose así en el único de habla hispana, galardón que poseen pocas personas en el mundo, debido a su visión e implementación de la tecnología. El mismo le es otorgado por su reconocimiento en el mundo de la música y la tecnología.
En agosto de 1998, Charly sorprende nuevamente al mundo de la tecnología al inventar un novedoso concepto horario, el cual sería aceptado como un nuevo estándar mundial dentro de Internet. Se trata del Internet Time, la hora oficial de Internet. A fines del mismo año, lanza dos nuevos proyectos: URL Magazine y URL Records. La primera es una revista de cultura general y tecnología, el segundo es un sello discográfico destinado a apoyar y promover a nuevos músicos y DJ, provenientes principalmente de Latinoamérica, que estén alineados con las tendencias musicales más actuales.
La propuesta de "Cybrel" atrae la mirada de los inversores, y así es como en los primeros meses de 1999 se suma al proyecto "Next International". A fines de ese año Cybrel lanza Yeyeye.com un portal consagrado a la música del mundo, que se convierte en el WebSite de música y entretenimientos más visitado de Habla hispana.
El éxito obtenido por sus proyectos siguen seduciendo a los principales inversores del mundo. Esta vez se trata del "Chase Capital Partners", (Chase Capital Entertainment Partners) y "E-nitial Ventures". Los proyectos evolucionan y la empresa gana mercados debido a la calidad de sus productos. Así es como en poco tiempo la misma opera exitosamente en Chile, Argentina, México, Uruguay y Estados Unidos.
A mediados de 2001, Alberti replantea la estrategia de Cybrel. Para llevar a cabo la misma decide hacer una apuesta fuerte y toma la decisión de comprar las partes pertenecientes a sus socios.
En julio de ese año Charly recibe una importante invitación directamente de la Corona de España en conjunto con el Instituto Cervantes y la Real Academia Española. La misma es para participar como orador en II Congreso de la Lengua a llevarse a cabo en Valladolid, España. De esta forma Alberti se convierte en uno de los pocos invitados internacionales. La exposición se basa en la importancia del idioma español en internet y la era digital.
2003 sería un año de grandes cambios nuevamente en la vida de Charly. Encontrándose en su casa de Santa Mónica, California, una mañana recibe una llamada de MTV quienes lo convocan a participar de un proyecto especial para la segunda edición de los MTV Awards. La idea era formar una banda de “ALL STARS”, que sería la máxima sorpresa de esa noche, y en la que Charly tocaría la batería junto a artistas de la talla de Ricky Martin, Juanes, Andrea Echeverri y Vicentico.

### Mole
Charly vuelve a Argentina ese mismo año y luego de mucha búsqueda y experimentación musical, en 2005 funda lo que sería su nueva banda: Mole, el grupo lo conforman junto a él, Andrés Alberti (hermano de Charly, 2.ª guitarra y exintegrante de la banda Santos Inocentes), Sergio Bufi (voz y 1.ª guitarra) y Ezequiel Dasso (bajo, coros. La primera placa del grupo, titulada simplemente MOLE se edita a principios de 2007 únicamente en Argentina, aunque se tiene previsto su lanzamiento a nivel latinoamericano en 2008. El 26 de marzo de 2008, Mole resultó ganador en la categoría Mejor Álbum Nuevo Artista de Rock en los Premios Carlos Gardel. Actualmente se encuentra desarrollando el segundo disco de la banda junto con su hermano y Sergio Bufi.

### Me verás volver
En 2007 tuvo lugar la gira de regreso de Soda Stereo, Me Verás Volver 2007, la cual empezó el 19 de octubre de 2007 y terminó el 21 de diciembre de 2007. La gira llevó a los Soda por México, Chile, Perú, Panamá, Colombia, Ecuador, Estados Unidos y Venezuela; fueron un total de 22 de conciertos con localidades totalmente agotadas en todos los países. Durante esta gira, Soda Stereo hizo seis conciertos en el Estadio Monumental de River Plate, rompiendo así el récord que la banda británica The Rolling Stones tenía en Argentina con cinco recitales totalmente agotados en el mismo lugar. Después de la gira, cada uno de los integrantes volvió a sus proyectos personales y carreras en solitario.

### Invitado por Coldplay
En 2022, durante los conciertos de Coldplay en el estadio de River Plate, en Buenos Aires, Charly participó como invitado especial junto con Zeta Bosio para interpretar junto a la banda 2 canciones de Soda Stereo.